# ديمتريس كرانيوتيس
ديمتريس كرانيوتيس (بالألمانية: Dimitris P. Kraniotis) (و. 1966  م) هو مؤلف، وكاتب يوناني، ولد في لاريسا.